# Kayekamm
Kayekamm är en bergstopp i Antarktis. Den ligger i Östantarktis. Norge gör anspråk på området. Toppen på Kayekamm är 2 714 meter över havet, eller 47 meter över den omgivande terrängen. Bredden vid basen är 1,5 km.
Terrängen runt Kayekamm är huvudsakligen lite bergig. Trakten är obefolkad. Det finns inga samhällen i närheten. 